# Hoekkopagamen (Gonocephalus)
Hoekkopagamen (Gonocephalus) zijn een geslacht van hagedissen uit de familie agamen (Agamidae).

## Naam en indeling
De soorten uit het geslacht Acanthosaura worden ook hoekkopagamen genoemd. De soorten uit het geslacht Gonocephalus hebben een keelzak en die uit het geslacht Acanthosaura niet, waardoor ze gemakkelijk te onderscheiden zijn.
De wetenschappelijke naam van de groep werd voor het eerst voorgesteld door Johann Jakob Kaup in 1825. De soort Malayodracon robinsonii werd lange tijd ook tot dit geslacht gerekend maar is in 2015 afgesplitst naar het monotypische geslacht Malayodracon.

## Verspreiding en habitat
Er zijn zestien soorten die voorkomen in delen van Azië en leven in de landen de Filipijnen, Indonesië, Maleisië, Thailand en Vietnam. Veruit de meeste soorten komen voor in Indonesië en zes soorten komen buiten dit land nergens anders voor.
De habitat bestaat uit tropische en subtropische bossen. Er is een grote tolerantie voor gebieden die door de mens zijn aangepast, veel soorten komen voor in plantages en tuinen.

## Beschermingsstatus
Door de internationale natuurbeschermingsorganisatie IUCN is aan negen soorten een beschermingsstatus toegewezen. Vijf soorten worden gezien als 'onzeker' (Data Deficient of DD) en vier soorten worden beschouwd als 'veilig' (Least Concern of LC).

## Soorten
Het geslacht omvat de volgende soorten, met de auteur en het verspreidingsgebied.
| Naam                         | Auteur                 | Verspreidingsgebied                    |
| ---------------------------- | ---------------------- | -------------------------------------- |
| Gonocephalus abbotti         | Cochran, 1922          | Maleisië, Thailand                     |
| Gonocephalus bellii          | Duméril & Bibron, 1837 | Indonesië, Maleisië, Thailand          |
| Gonocephalus beyschlagi      | Boettger, 1892         | Indonesië                              |
| Gonocephalus bornensis       | Schlegel, 1848         | Indonesië, Maleisië, Thailand          |
| Gonocephalus chamaeleontinus | Laurenti, 1768         | Indonesië, Maleisië                    |
| Gonocephalus doriae          | Peters, 1871           | Indonesië                              |
| Gonocephalus grandis         | Gray, 1845             | Indonesië, Maleisië, Thailand, Vietnam |
| Gonocephalus interruptus     | Boulenger, 1885        | Filipijnen                             |
| Gonocephalus klossi          | Boulenger, 1920        | Indonesië                              |
| Gonocephalus kuhlii          | Schlegel, 1848         | Indonesië                              |
| Gonocephalus lacunosus       | Manthey & Denzer, 1991 | Indonesië                              |
| Gonocephalus liogaster       | Günther, 1872          | Indonesië, Maleisië                    |
| Gonocephalus megalepis       | Bleeker, 1860          | Indonesië                              |
| Gonocephalus mjobergi        | Smith, 1925            | Indonesië, Maleisië                    |
| Gonocephalus semperi         | Peters, 1867           | Filipijnen                             |
| Gonocephalus sophiae         | Gray, 1845             | Filipijnen                             |